# جهة تازة الحسيمة تاونات
تمتد جهة تازة - الحسيمة- تاونات بالمغرب على مساحة 24.155 كم2. أي بنسبة 3,4% من مجموع المساحة الوطنية. وتحد شمالا بالبحر الأبيض المتوسط، وشرقا بالجهة الشرقية، وجنوبا بجهة فاس بولمان، وغربا بجهتي الغرب الشراردة - بني حسن وطنجة - تطوان.
بلغ عدد سكان هذه الجهة 1,803,051 نسمة في الإحصاء المغربي الرسمي لعام 2004 بحيث شكل سكانها نسبة 6,04% من اجمالي سكان المغرب.

## التقسيم الإداري
تتكون الجهة من الأقاليم التالية :
- إقليم الحسيمة
- إقليم تازة
- إقليم تاونات
- إقليم جرسيف
- إقليم الدريوش

## وصلات خارجية
- خبار بلادي.. المغرب.. تازة الحسيمة تاونات